# Ruda-Zazamcze
Ruda-Zazamcze (dawn. wsie Ruda i Zazamcze) – część miasta Dąbrowa Tarnowska w Polsce, położona w województwie małopolskim, w powiecie dąbrowskim.
Leży nad Breniem, na północy miasta, wzdłuż ulicy Warszawskiej. Stanowi de facto północne przedmieście Dąbrowy Tarnowskiej o charakterze przeważająco wiejskim.

## Historia
Dawniej samodzielna wieś i gmina jednostkowa w powiecie dąbrowskim, od 1920 w województwie krakowskim. W 1921 roku liczyła 734 mieszkańców.
1 stycznia 1926 gminę Ruda-Zazamcze (wraz z Podkościelem i Bagienicą) włączono do Dąbrowy Tarnowskiej.